# Mark Ledford
Mark Ledford (Detroit (Michigan), 1960 – Los Angeles, 1 november 2004) was een Amerikaanse zanger, trompettist, gitarist (jazz, r&b, poprap, hiphop), producent en audiotechnicus. Hij stond bekend om zijn multi-instrumentalisme en zijn lidmaatschap van de Pat Metheny Group.

## Biografie
Ledford groeide op in Detroit en studeerde tussen 1978 en 1982 aan het Berklee College of Music. Nadat hij was afgestudeerd, nam hij een baan in de reclame, terwijl hij sessiewerk deed bij Stephanie Mills, Jon Hendricks, Special EFX, Michael Brecker, Kevin Eubanks, Don Byron, Living Colour, Prince en Bill Evans. Hij zou later ook bijdragen aan de soundtracks voor de Spike Lee-films Mo' Better Blues en Do the Right Thing.
In 1986 begon hij een werkrelatie met Pat Metheny en trad hij live op met de Pat Metheny Group en op opnamen, zoals Secret Story en Still Life (Talking). Hij werkte ook samen met Bobby McFerrins a capella-groep Circle.
Tussen 1990 en 1992 gaf Ledford masterclasses trompet in het Banff Centre in Alberta, Canada. In 1998 bracht hij het soloalbum Miles 2 Go uit, een eerbetoon aan Miles Davis.

## Overlijden
Mark Ledford overleed in november 2004 op 43/44-jarige leeftijd aan de gevolgen van een hartaandoening.

## Discografie
Met Uri Caine
- 2000: Love Fugue: Robert Schumann (Winter & Winter Records)

Met Faith Evans
- 1995: Faith (Bad Boy)

Met Joe Locke
- 1990: Longing (Timeless Records)

Met Pat Metheny Group
- 1987: Still Life (Talking) (Geffen Records)
- 1995: We Live Here (Geffen)
- 1997: Imaginary Day (Warner Bros. Records)

Met Pat Metheny
- 1992: Secret Story (Geffen)

Met The Rippingtons
- 1997: Black Diamond (Windham Hill Records)